# میرانزای
میرانزای (به لاتین: Miranza'i) یک منطقهٔ مسکونی در افغانستان است که در ولایت بادغیس واقع شده‌است.